# Ambel (Spanyolország)
Ambel település Spanyolországban,  Zaragoza tartományban. Ambel Alcalá de Moncayo, Bulbuente, Borja, Tabuenca, Talamantes és Añón de Moncayo községekkel határos. Lakosainak száma 254 fő (2024).

## Népesség
A település lakosságának változását az alábbi diagram mutatja:
| Lakosok száma | 355  | 334  | 330  | 311  | 281  | 258  | 254  | 254  | 253  | 254  |
|               | 2001 | 2004 | 2007 | 2009 | 2012 | 2014 | 2017 | 2019 | 2022 | 2024 |